# Peter P. Sorokin
Peter. P. Sorokin (1931 - 2015) fue un físico estadounidense y uno de los inventores del láser de colorante. Sorokin y su colega J. R. Lankard, en los laboratorios de IBM, usaron un láser de rubí para excitar un láser de colorante infrarrojo. En 1983 Sorokin fue galardonado con el Premio Comstock de Física en Física de la Academia Nacional de Ciencias de Estados Unidos y en 1984 el Premio Harvey del Technion de Israel. En 1991 recibió el primer Premio Arthur L. Schawlow en Ciencias de láser de la American Physical Society.  Sorokin fue un IBM Fellow desde 1968. También fue miembro de la Sociedad Óptica Estadounidense.  Hacia el final de su carrera se interesó por la astronomía. Sorokin murió a la edad de 84 años el 24 de septiembre de 2015.